# Tamure

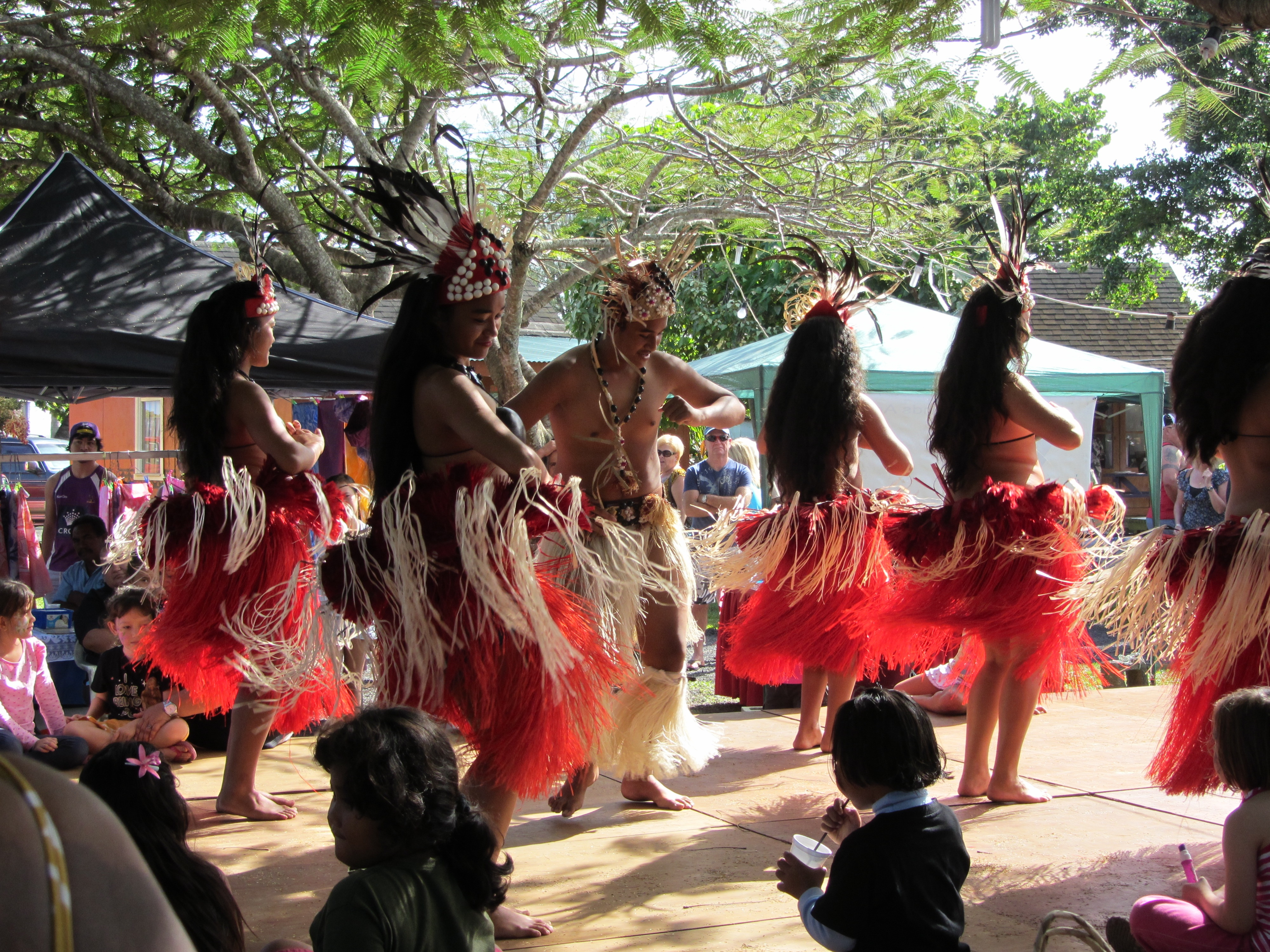
Conjunto de danzas bailando en las Islas Cook.

Tāmūrē, o Tamouré como se lo designó en numerosos discos de la década de 1960, es un tipo de danza de Tahití, Isla de Pascua y de las islas Cook y aunque los puristas locales lo niegan, para el resto del mundo es la danza más popular y marca distintiva de Tahití.[cita requerida] Generalmente es bailada por un grupo de mujeres y varones jóvenes, todos vestidos con el more (las faldas tahitianas de fibras de la corteza del árbol pūrau o hibisco).

## Descripción
Los varones sacuden sus rodillas (como tijeras, de donde proviene la palabra pāʻoti (tijera) para describir este movimiento), y las muchachas sacuden sus caderas (y sus largas cabelleras sueltas). En realidad es el movimiento de sus rodillas el que motoriza a sus caderas. Sus pies permanecen fijos en el suelo y sus hombros no deben desplazarse. Sin embargo tradicionalmente en Ote'a o en Ura Pa'u, en Tahití se sacuden las caderas con un movimiento circular (denominado el fa'arupu) mientras que en las islas Cook las caderas son desplazadas en un movimiento lateral. Pero en lo que respecta al tamure, ello no es muy importante. Los movimientos de las manos poseen una importancia secundaria. Las muchachas por lo general permanecen fijas en un sitio, mientras que los varones giran alrededor de su compañera, sea frente a ella o escondiéndose detrás de ella (tal como lo ve el público). El ritmo de la música va aumentando de manera continua hasta el punto en el cual solo los bailarines más experimentados y hábiles logran mantener el ritmo con sus sacudidas. Dependiendo de los bailarines, la tensión sexual puede ser más o menos obvia. La danza predecesora del tāmūrē, el tradicional ʻupaʻupa fue prohibida por los misioneros religiosos por dicha razón.
Tāmūrē es una palabra extranjera, el nombre de un tipo de pez en Tuamotu, el nombre real de la danza es ʻori Tahití (danza tahitiana). Poco después de concluir la Segunda Guerra Mundial Louis Martin un soldado del batallón del Pacífico, escribió una canción en un ritmo clásico en la cual usó la palabra tāmūrē con frecuencia para completar la melodía. Posteriormente alcanzó cierta fama como Tāmūrē Martin, y nació un género nuevo.